# DVD±RW
DVD±RW – oznaczenie używane dla hybrydowych nagrywarek płyt kompaktowych potrafiących zapisywać wszystkie cztery uznane obecnie na świecie standardy w zakresie zapisywalnych płyt DVD, czyli: DVD-R, DVD-RW, DVD+R, DVD+RW, oraz CD czyli: CD-R i CD-RW.